# Юліан Шмід (лижник)
Юліан Шмід (нім. Julian Schmid) — німецький лижний двоборець, олімпійський медаліст, призер чемпіонату світу.

## Виступи на Олімпійських іграх
| Рік  | Місце проведення | НТ | ВТ | КВТ |
| ---- | ---------------- | -- | -- | --- |
| 2022 | Пекін, Росія     | 8  | 10 | 2   |

## Зовнішні посилання
- Досьє на сайті FIS [Архівовано 17 лютого 2022 у Wayback Machine.]

## Виноски
1. ↑  Міжнародна федерація лижного спорту — 1924.